# Đặng Ngọc Tùng
Đặng Ngọc Tùng (sinh ngày 28 tháng 8 năm 1952) là đại biểu Quốc hội Việt Nam khóa X, 12, 13 Đồng Nai. Ông thuộc đoàn đại biểu Thành phố Hồ Chí Minh.
Ông là nguyên Chủ tịch Tổng Liên đoàn Lao động Việt Nam.

## Tiểu sử
Ông có quê quán ở Xã Nghĩa Hà, huyện Tư Nghĩa, Quảng Ngãi, người dân tộc Kinh, không tôn giáo.
Ông có trình độ Tiến sỹ Kinh tế, cao cấp lý luận chính trị.
Ông gia nhập Đảng Cộng sản Việt Nam vào ngày 9/5/1981.
Từ 2011 đến 2016, ông là ĐBQH 13 tỉnh Đồng Nai, Ủy viên Ban chấp hành TW Đảng, Ủy viên Đoàn Chủ tịch Ủy ban Trung ương Mặt trận Tổ quốc Việt Nam, Chủ tịch Tổng Liên đoàn Lao động Việt Nam; Phó Chủ tịch liên hiệp công đoàn thế giới, Ủy viên Ủy ban Về các vấn đề xã hội của Quốc hội.

## Phát ngôn đáng chú ý
Ngày 02 tháng 6 năm 2014, liên quan đến việc Trung Quốc đưa dàn khoan Hải Dương 981 trái phép vào vùng biển Việt Nam, ông Đặng Ngọc Tùng phát biểu "Đây là bài học cho những ai còn mơ hồ về 16 chữ vàng, về 4 tốt".